# Тереса Іжевська
Тереса Іжевська (пол. Teresa Iżewska; 8 квітня 1933, Варшава — 26 серпня 1982, Гданськ) — польська актриса театру, кіно та телебачення.

## Біографія
Тереса Іжевська народилася у Варшаві. Вона спочатку вивчала хімію у Варшавському університеті. Акторську освіту здобула у Державній вищій театральній школі (тепер Театральна академія ім. А. Зельверовича у Варшаві), яку закінчила у 1957 році. Актриса та режисер театрів у Вроцлаві, Кракові та Гданську. Виступала у виставах «Театру телебачення» у 1971—1982 роках.
Вона померла трагічною смертю 26 серпня 1982 року у Гданську. Ймовірно, причиною смерті стало самогубство.
Похована на Лостовицькому цвинтарі.

## Особисте життя
Була одружена тричі — зі співаком Анджеєм Вінчіором, режисером Пьотром Парадовським і актором Збігнєвом Грохалом. Її останнім партнером був Януш Бурза. У неї була донька від першого шлюбу (Єва Забава-Дмітрук).

## Вибрана фільмографія
- 1956 — Канал / Kanał
- 1958 — Ранчо Техас / Rancho Texas
- 1958 — База мертвих людей[pl] / Baza ludzi umarłych
- 1961 — Нафта / Nafta
- 1962 — Зустріч у «Казці» / Spotkanie w Bajce
- 1963 — Мансарда / Mansarda
- 1963 — Кодова назва «Нектар» / Kryptonim Nektar
- 1963 — Розлучень не буде / Rozwodów nie będzie
- 1969 — Знаки на дорозі / Znaki na drodze
- 1972 — Подорож за усмішку / Podróż za jeden uśmiech
- 1982 — Відплата / Odwet